# Trigonodes
Trigonodes é um gênero de traça pertencente à família Arctiidae.

## Especias
- Trigonodes angolensis (Weymer, 1908)
- Trigonodes cephise (Cramer, [1779])
- Trigonodes disjuncta (Moore, 1882)
- Trigonodes exportata (Guené", [1852])
- Trigonodes hyppasia (Cramer, [1779])
- Trigonodes lucasii Guenée, 1852